# Fletxa trencada
Fletxa trencada (títol original en anglès Broken Arrow) és una pel·lícula estatunidenca dirigida per Delmer Daves, estrenada l'any 1950 i protagonitzada per James Stewart i Jeff Chandler. La pel·lícula va ser nominada per a tres oscars, i va guanyar un Globus d'Or. Va fer història com el primer gran western des de la Segona Guerra Mundial que descriu els indis de forma amable.
La novel·la se situa en l'oest americà durant els anys 1880, però no és escrita com un western. És la història de Jay, un home de l'Oest, i la seva relació excèntrica amb Catherine, una dona de l'Est que està fugint d'un matrimoni infeliç. Jay segresta Catherine quan anava a robar un tren i junts viatgen a través del Territori de Wyoming. Catherine finalment descobreix que Jay és perseguit arran de l'assassinat de la seva dona, una india Shoshone anomenada Gat Que Balla, i les seves accions després de l'assassinat. Seguits pel marit de Catherine i un agent de ferrocarril, Catherine i Jay s'enamoren.

## Repartiment
- James Stewart: Tom Jeffords
- Jeff Chandler: Cochise
- Debra Paget: Soonseearhay
- Basil Ruysdael: General Oliver Otis Howard
- Will Geer: Ben Slade
- Joyce Mackensie: Terry
- Arthur Hunnicutt: Milt Duffied
- Robert Adler (actor): Lonengan
- Trevor Bardette: Un passatger de la diligència
- Chris Willow Bird: Nochato
- Raymond Bradley: Coronel Bernall
- Iron Eyes Cody: Teese

## Premis
Va obtenir tres nominacions als Oscar, al millor actor secundari (Jeff Chandler), al millor guió, i a la millor fotografia.

## Rebuda
La novel·la de Durham es va convertir en un best seller, i va ser generalment lloada per la crítica pel seu tractament dels personatges i pel seu estil entretenidor.